# Rychnów (województwo opolskie)
Rychnów (niem. Reichen) – wieś w Polsce, położona w województwie opolskim, w powiecie namysłowskim, w gminie Namysłów.
W latach 1975–1998 miejscowość położona była w województwie opolskim.

## Nazwa
Pierwsza wzmianka o majątku ziemskim w Rychnowie pochodzi łacińskiego dokumentu z 1273 roku i podaje zlatynizowaną nazwę Richnow. W księdze łacińskiej Liber fundationis episcopatus Vratislaviensis (pol. Księga uposażeń biskupstwa wrocławskiego) spisanej za czasów biskupa Henryka z Wierzbna w latach 1295–1305 miejscowość wymieniona jest w zlatynizownej formie villa Rychnow.

## Integralne części wsi
| SIMC    | Nazwa         | Rodzaj     |
| ------- | ------------- | ---------- |
| 0499809 | Rychnów Dolny | przysiółek |
| 0499815 | Staszków      | przysiółek |

## Zabytki

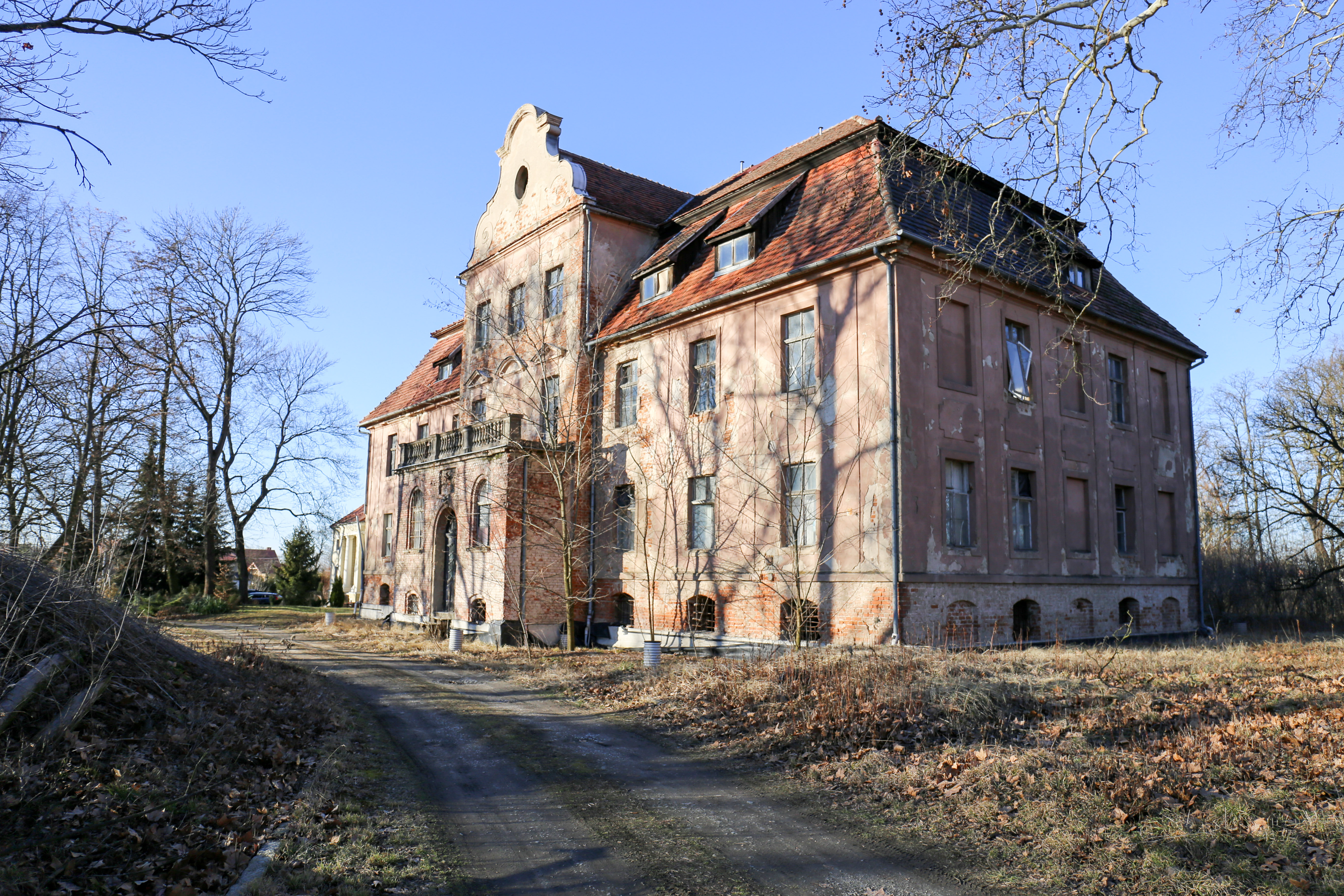
Pałac

Do wojewódzkiego rejestru zabytków wpisane są:
- kościół par. pw. św. Jana Chrzciciela, z XV, wieża drewniana, z 1719 r.
- zespół pałacowy:
  - stary dwór, ob. dom nr 73, dwukondygnacyjny z przełomu XVI/XVII wieku, położony jest na zachód od pałacu
  - pałac, z 1781 r., 1906 r., dominuje nad całym kompleksem, pochodzi z trzeciej ćwierci XVIII wieku. Swój obecny kształt w stylu neoklasycznym przybrał w 1905 roku
  - dom ogrodnika, z 1800 r.
  - spichlerz, z 1800 r.
  - stajnie, z 1800 r.
  - park, z XVIII/XIX w.

## Sport i kultura
We wsi Rychnów od lat reprezentuje drużyna sportowa (sekcja piłki nożnej) o nazwie Kłos. Na koncie ma występy jedynie w klasach rozgrywkowych B i A, oraz liczne występy w Pucharze Polski (sukces: zwycięstwo w finale podokręgu 26 czerwca - Boisko KKS-u - Kluczbork) Kłos pokonał Lasowice Wielkie 2-0. Drużyna Kłos Rychnów w latach 2012, 2013 posiadała drużynę młodzieżową (trampkarze). W 2016 roku klub po dwuletniej przerwie wznowił działalność. 
We wsi funkcjonuje także Ochotnicza Straż Pożarna. Ekipa strażaków co roku bierze udział w zawodach strażackich, na których odnosi sukcesy. 